# Фиксация позвоночника
Фиксация позвонков (также известная как «фиксация позвоночника») — это ортопедическая хирургическая процедура, при которой два или более позвонков фиксируются друг к другу с помощью синтетического « устройства для фиксации позвонков » с целью уменьшения подвижности позвонков и, таким образом, предотвращения возможного повреждения позвоночника, спинной мозга и/или спинномозговых корешков.

## Показания
Процедура фиксации позвонков может быть показана в случаях переломов позвонков , деформации позвонков или дегенеративных заболеваний позвоночника (таких, как спондилолистез).

## Аппараты для фиксации позвонков

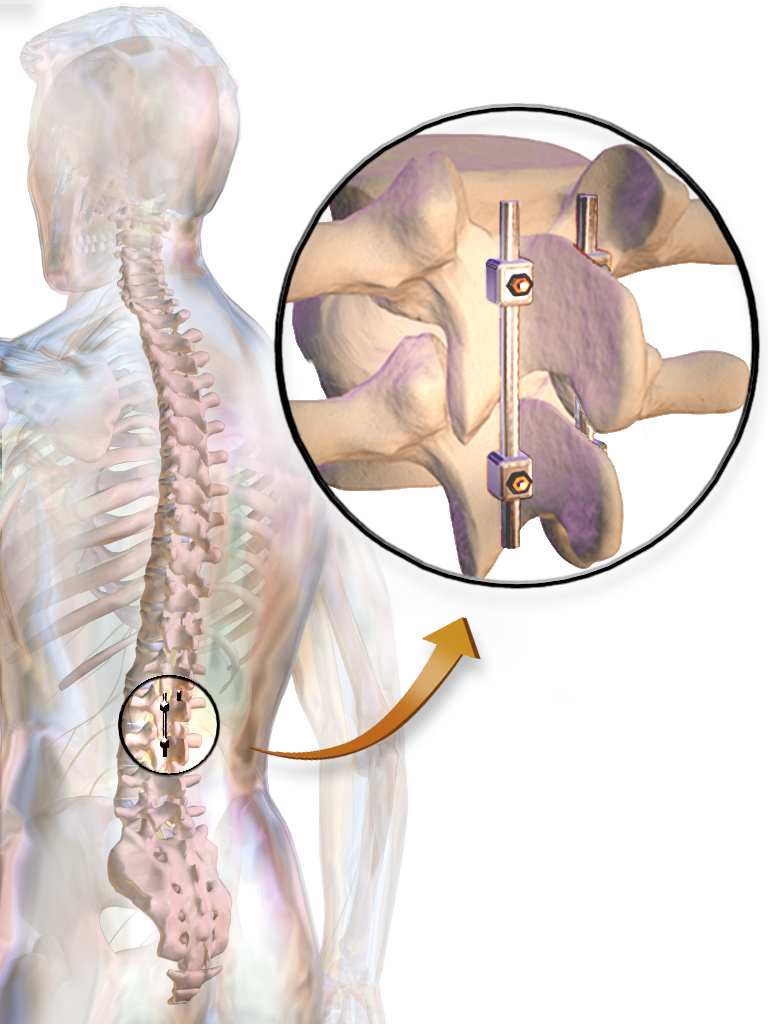
Стержни Харрингтона, использованные при спондилодезе

Устройство, используемое для фиксации позвонка, обычно представляет собой постоянный жёсткий или полужесткий протез из титана ; примеры включают стержни, пластины, винты и различные их комбинации. Менее распространенной альтернативой является использование рассасывающегося фиксирующего устройства, состоящего из биорезорбируемого материала.
Медицинское сообщество использует несколько различных методов стабилизации заднего отдела позвоночника . Наиболее радикальным из этих методов является спондилодез. В последние годы/десятилетия спинальные хирурги стали больше полагаться на механические имплантаты, которые обеспечивают повышенную стабильность, не ограничивая при этом так сильно диапазон движений реципиента. Был разработан ряд устройств, которые позволяют реципиентам двигаться почти в естественном диапазоне, сохраняя при этом некоторую поддержку. Во многих случаях поддержка, предоставляемая такими устройствами, недостаточна, и у врача не остаётся другого выбора, кроме спондилодеза.
Устройство для фиксации позвоночника стабилизирует область заднего отдела позвоночника, обеспечивая при этом значительный диапазон движений и ограничивая сжатие поражённых позвонков. Устройство состоит из двух или более узлов рычагов (боковых), соединённых одним или несколькими телескопическими узлами (вертикальными). Каждый узел рычага состоит из центральной части, которая соединяется с телескопическим узлом или узлами. Левый и правый рычаги прикрепляются к соответствующей стороне центральной части узла рычага. Каждая секция кронштейна напрямую соединяется со своей отдельной ножкой с помощью педикулярных креплений.